# Anton Simonič
Anton Simonič, slovenski inženir gozdarstva in strokovnjak za gospodarjenje z divjadjo, * 11. september 1931, Reka (Hrvaška), † 28. julij 2001, Ljubljana.
Simonič je leta 1958 diplomiral na gozdarskem oddelku ljubljanske Fakultete za agronomijo, gozdarstvo in veterinarstvo. V letih 1962−1969 je služboval na Biroju za gozdarsko načrtovanje v Ljubljani in izdelal več gozdogospodarskih in lovskogospodarskih načrtov. Kot direktor gojitvenega lovišča Jelen-Snežnik (1976-1981) je prvi v Sloveniji uveljavil metodo gospodarjenja z jelenjadjo. Od 1988 je bil svetovalec na Ministrstvu RS za kmetijstvo in gozdarstvo. S svojim širokim znanjem, veliko razgledanostjo in naravovarstveno ozaveščenostjo je bistveno prispeval k dvigu varstvenega standarda za živali prostoživečih vrst. Leta 1998 je izšla njegova knjiga Srečanje z medvedom (COBISS). Za svoje dosežke je prejel Jesenkovo priznanje.